# Жахаев, Ибрай
Ибра́й Жаха́ев (Жакаев) (каз. Ыбырай Жақаев; 1891—1981) — заслуженный казахский рисовод, рационализатор, Дважды Герой Социалистического Труда.

## Биография
Родился в мае 1891 года, аул № 8 Приречной волости Перовского уезда Сыр-Дарьинской губернии (ныне Чиилийский район, Кызылординская область, Казахстан). Происходит из рода таракты. С 1940 года — звеньевой колхоза «Кзыл-Ту» Чиилийского района Кзыл-Ординской области КССР.
Всю свою жизнь он посвятил выращиванию риса. В течение 50 лет он занимался рисоводством, было время, когда он получал с каждого гектара 172 центнера. Таким образом, он поставил мировой рекорд по количеству выращенного урожая. В годы Великой Отечественной войны его звено с каждого гектара получало 80—90 центнеров урожая. Средний урожай риса в 1942—1967 годах в звене Жахаева составлял 80—92 центнеров с 1 гектара при общей площади работ 20 гектар. В 1949 году Жахаев получил по 171 центнера риса с 1 гектара.
Изобретатель особого способа выращивания риса. В 1950-е годы, несмотря на свой преклонный возраст, он открыл школу, где обучал своему опыту молодых рисоводов.
Умер 19 сентября 1981 года.
Имя Ибрая Жахаева было известно не только в его стране, но и за её пределами. Он был известен в восточных странах, где рис издревле считается национальной едой.

## Жахаевское движение
В 1940 году среди передовиков колхоза «Кзыл-Ту» возникла одна из форм социалистического соревнования, которая была названа Жахаевским движением по имени её зачинателя И. Жахаева. Количество жахаевцев быстро росло, особенно в годы освоения целины. Среди них были Герои Социалистического Труда — У. Алтайбаева, К. Бодеев, З. Ержанова, С. Жумабекова, Б. Мустафьева, Ш. Казанбаева.
В феврале 1964 года Жахаев обратился с призывом: «Молодёжь! Вас ждут серебристые рисовые поля». Его поддержали молодые рисоводы — к примеру, в 1981—1985 годах Кзыл-Ординская область сдала государству 1473000 тонн риса; в 1984 году в совхозе имени 25-го съезда КПСС (Яныкурганский район) звено Т. Искакова собрало по 108 ц с каждого гектара, в совхозе имени Ленинского комсомола Казахстана (Жалагашский район) звено К. Амреева — 102,4 ц, в совхозе имени Ильича (Теренозекский район) звено Б. Арзымбетовой — 101,3 ц, в совхозе «Мадениет» (Жалагашский район) звено депутата Верховного Совета СССР А. Балгабаевой — 101,2 ц риса.

## Награды и премии
- дважды Герой Социалистического Труда (20.5.1949; 13.5.1971)
- четыре ордена Ленина (в том числе 16.11.1945; 20.5.1949)
- орден Трудового Красного Знамени
- орден Дружбы народов (19.5.1981)
- медали
- 11 медалей ВСХВ и ВДНХ
- Сталинская премия третьей степени (1946) — за внедрение передовых приёмов агротехники, обеспечивающих получение на значительных площадях рекордных урожаев риса — свыше 172 центнеров с гектара

## Память
В Кзыл-Орде ежегодно проводились слёты жахаевцев, за высокие достижения в выращивании и сборе урожая риса вручался «Трудовой аттестат И. Жахаева». В колхозе имени И. Жахаева Чиилийского района действовала Республиканская школа жахаевцев.
В 1975 году на Аллее труда в городе Кзыл-Орда (сейчас Кызылорда) в честь знатного рисовода был установлен бюст работы скульптора А. Пекарева, архитекторов А. Борецкого и К. Кулшицкого. Бюст отлит из бронзы, постамент из гранита с бронзовой надписью: «Ибрай Жахаев. Дважды Герой Социалистического Труда». Общая высота 3 м, размер постамента 0,78×0,92 м. В 1982 году бюст Ибрая Жахаева был включен в список памятников истории и культуры Казахской ССР республиканского значения и взят под охрану государства.